# Henri Louis Felix Marie van Hövell van Wezeveld en Westerflier
Henri Louis Felix Marie baron van Hövell van Wezeveld en Westerflier (Culemborg, 3 november 1913 - Esch, 13 juni 2004) was een Nederlands burgemeester van KVP-huize.

## Leven en werk
Van Hövell was een zoon van Eduard Otto Joseph Maria van Hövell tot Westerflier, burgemeester van de gemeenten Culemborg en Breda en Commissaris der Koningin in Limburg. Na het gymnasium en een rechtenstudie aan de Katholieke Universiteit Nijmegen werd hij eerst burgemeester van de gemeente Boxmeer. Hij werd met ingang van 16 november 1952 benoemd tot burgemeester van de gemeente Oisterwijk en vervulde die functie tot 15 februari 1965. Bij zijn afscheid op 13 februari 1965 werd Van Hövell vanwege zijn verdiensten voor de plaatselijke gemeenschap de gemeentelijke onderscheiding in de vorm van de Zilveren Erepenning toegekend.
Daarna vertrok hij naar de gemeente Vught. Hij was daar burgemeester tot 1978. Na zijn afscheid werd hij in november 1978 benoemd tot ereburger van die plaats. 
Later werd hij benoemd tot Officier in de Orde van Oranje-Nassau. Van Hövell van Wezeveld en Westerflier overleed in 2004 te Esch.